# More Real Folk Blues (альбом Мадді Вотерса)
More Real Folk Blues — збірка пісень американського блюзового співака і гітариста Мадді Вотерса, випущена у 1967 році лейблом Chess. Вийшла у серії «Real Folk Blues».

## Опис
Ця збірка Вотерса стала продовженням серії альбомів The Real Folk Blues. До альбому увійшли ранні записи Вотерса на Chess, зроблені у 1948—1952 роках, а деякі з них не були включені до бокс-сету The Chess Box. Серед пісень найбільше виділяються «She's Alright» з Елгіном Евансом на ударних та понура «My Life Is Ruined».

## Список композицій
1. «Sad Letter Blues» (Маккінлі Морганфілд) — 3:05
2. «You're Gonna Need My Help I Said» (Маккінлі Морганфілд) — 3:10
3. «Sittin' Here and Drinkin'» (Маккінлі Морганфілд) — 2:37
4. «Down South Blues» (Маккінлі Морганфілд) — 2:57
5. «Train Fare Home» (Маккінлі Морганфілд) — 2:50
6. «Kind Hearted Woman» (Маккінлі Морганфілд) — 2:37
7. «Appealing Blues» (Маккінлі Морганфілд) — 2:52
8. «Early Morning Blues» (Маккінлі Морганфілд) — 3:11
9. «Too Young to Know» (Маккінлі Морганфілд) — 3:16
10. «She's All Right» (Маккінлі Морганфілд) — 2:32
11. «My Life Is Ruined» (Маккінлі Морганфілд) — 2:41
12. «Honey Bee» (Маккінлі Морганфілд) — 3:23

## Учасники запису
- Мадді Вотерс — вокал, гітара
- Літтл Волтер (1, 2, 9—11) — губна гармоніка
- Джиммі Роджерс (10, 11) — гітара
- Біг Кроуфорд (1—9, 12) — контрабас
- Елгін Еванс (10, 11) — ударні

Технічний персонал
- Маршалл Чесс — продюсер
- Дон С. Бронстейн — дизайн
- Пол Вільямс — текст